# Deinypena subapicalis
Deinypena subapicalis är en fjärilsart som beskrevs av M.Gaede 1940. Deinypena subapicalis ingår i släktet Deinypena och familjen nattflyn. Inga underarter finns listade i Catalogue of Life.